# Authou
Authou és un municipi francès situat al departament de l'Eure i a la regió de Normandia. L'any 2007 tenia 343 habitants.

## Demografia

### Població
El 2007 la població de fet d'Authou era de 343 persones. Hi havia 136 famílies, de les quals 28 eren unipersonals (24 homes vivint sols i 4 dones vivint soles), 40 parelles sense fills, 48 parelles amb fills i 20 famílies monoparentals amb fills.
La població ha evolucionat segons el següent gràfic:
Habitants censats

### Habitatges
El 2007 hi havia 155 habitatges, 137 eren l'habitatge principal de la família, 14 eren segones residències i 4 estaven desocupats. 147 eren cases i 8 eren apartaments. Dels 137 habitatges principals, 93 estaven ocupats pels seus propietaris i 44 estaven llogats i ocupats pels llogaters; 7 tenien dues cambres, 31 en tenien tres, 47 en tenien quatre i 53 en tenien cinc o més. 126 habitatges disposaven pel capbaix d'una plaça de pàrquing. A 61 habitatges hi havia un automòbil i a 64 n'hi havia dos o més.

### Piràmide de població
La piràmide de població per edats i sexe el 2009 era:
| Homes | Edats   | Dones |
| ----- | ------- | ----- |
| 0     | 95 o +  | 0     |
| 0     | 90 a 94 | 0     |
| 0     | 85 a 89 | 4     |
| 0     | 80 a 84 | 0     |
| 8     | 75 a 79 | 4     |
| 0     | 70 a 74 | 0     |
| 20    | 65 a 69 | 24    |
| 4     | 60 a 64 | 16    |
| 0     | 55 a 59 | 0     |
| 4     | 50 a 54 | 0     |
| 8     | 45 a 49 | 12    |
| 8     | 40 a 44 | 0     |
| 44    | 35 a 39 | 16    |
| 8     | 30 a 34 | 16    |
| 8     | 25 a 29 | 20    |
| 4     | 20 a 24 | 4     |
| 8     | 15 a 19 | 4     |
| 8     | 10 a 14 | 8     |
| 28    | 5 a 9   | 16    |
| 12    | 0 a 4   | 8     |

## Economia
El 2007 la població en edat de treballar era de 208 persones, 157 eren actives i 51 eren inactives. De les 157 persones actives 151 estaven ocupades (89 homes i 62 dones) i 6 estaven aturades (3 homes i 3 dones). De les 51 persones inactives 20 estaven jubilades, 12 estaven estudiant i 19 estaven classificades com a «altres inactius».

### Ingressos
El 2009 a Authou hi havia 139 unitats fiscals que integraven 350 persones, la mediana anual d'ingressos fiscals per persona era de 16.375 €.

### Activitats econòmiques
Dels 11 establiments que hi havia el 2007, 1 era d'una empresa alimentària, 1 d'una empresa de fabricació de material elèctric, 3 d'empreses de construcció, 1 d'una empresa de comerç i reparació d'automòbils, 1 d'una empresa de transport, 1 d'una empresa immobiliària, 2 d'empreses de serveis i 1 d'una empresa classificada com a «altres activitats de serveis».
Dels 2 establiments de servei als particulars que hi havia el 2009, 1 era un paleta i 1 fusteria.
L'any 2000 a Authou hi havia 8 explotacions agrícoles que ocupaven un total de 174 hectàrees.

## Equipaments sanitaris i escolars
El 2009 hi havia una escola elemental.

## Poblacions més properes
El següent diagrama mostra les poblacions més properes.